# Miðflokkurin

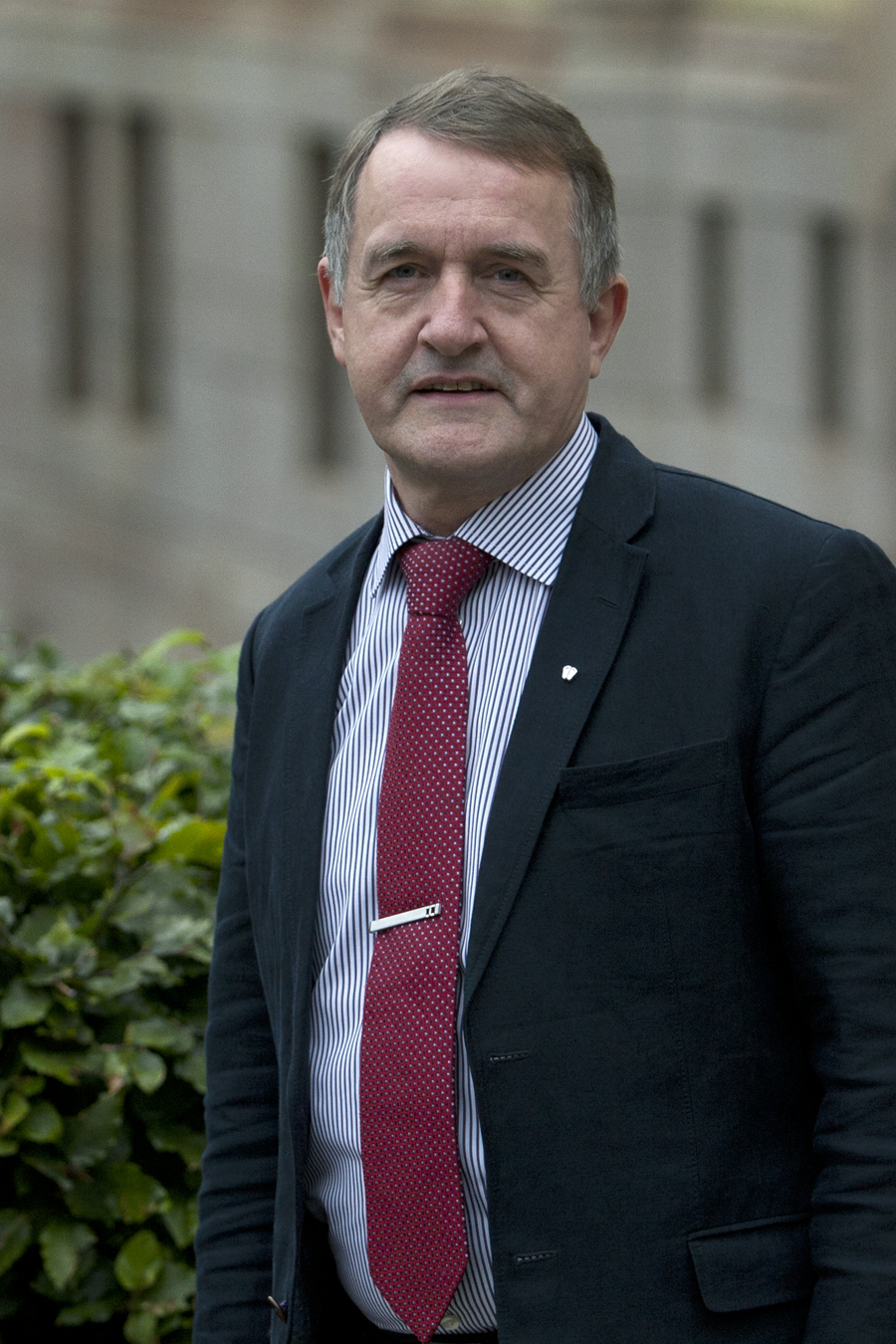
Předseda strany Jenis av Rana

Miðflokkurin je originální název faerské Strany středu. Jedná se o konzervativní křesťansko-demokratickou stranu, jejím současným předsedou je Jenis av Rana. V parlamentních volbách v lednu 2008 strana získala 8,4 % hlasů, a obsadila tak 3 ze 33 křesel v Løgtingu. Ve volbách v roce 2022 strana získala 6,6 % hlasů a 2 mandáty v Løgtingu.